# La Montagne (album)
Albums de Jean Ferrat
Nuit et Brouillard Potemkine
La Montagne est un album studio de Jean Ferrat sorti en janvier 1965.

## Super 45 tours 70.729 (1964)
| No | Titre                            | Durée |
| -- | -------------------------------- | ----- |
| 1. | La Montagne                      | 3:04  |
| 2. | Autant d'amour, autant de fleurs | 2:11  |
| 3. | Hourrah !                        | 2:16  |
| 4. | Que serais-je sans toi           | 3:05  |

## 25cm 80.253 (1965)
| 1.    | Berceuse                         | Jean Ferrat       | Jean Ferrat | 3:20 |
| 2.    | Hourrah !                        | Jean Ferrat       | Jean Ferrat | 2:16 |
| 3.    | Que serais-je sans toi           | Louis Aragon      | Jean Ferrat | 3:05 |
| 4.    | Le Jour où je deviendrai gros    | Jean Ferrat       | Jean Ferrat | 2:24 |
| 5.    | La Jeunesse                      | Georges Coulonges | Jean Ferrat | 2:24 |
| 6.    | La Montagne                      | Jean Ferrat       | Jean Ferrat | 3:05 |
| 7.    | Autant d'amours autant de fleurs | Henri Bassis      | Jean Ferrat | 2:10 |
| 8.    | Au bout de mon âge               | Louis Aragon      | Jean Ferrat | 2:18 |
| 20:56 |                                  |                   |             |      |

## 30cm 80.320 (1966)
| No  | Titre                                                      | Durée |
| --- | ---------------------------------------------------------- | ----- |
| 1.  | La Montagne                                                | 3:05  |
| 2.  | Autant d'amours autant de fleurs                           | 2:10  |
| 3.  | Tu ne m'as jamais quitté (du film La Vieille Dame indigne) | 2:42  |
| 4.  | Les Beaux Jours                                            | 2:42  |
| 5.  | Le Jour où je deviendrai gros                              | 2:24  |
| 6.  | Que serais-je sans toi                                     | 3:05  |
| 7.  | La Jeunesse                                                | 2:08  |
| 8.  | Berceuse                                                   | 3:20  |
| 9.  | Loin (du film La Vieille Dame indigne)                     | 1:57  |
| 10. | Au bout de mon âge                                         | 2:18  |

## Crédits
- Arrangements et direction musicale : Alain Goraguer
- Direction artistique : Gérard Meys
- Prise de son : n/a
- Crédits visuels : photos d'Alain Marouani